# Martin Helbig
Martin Helbig (* 28. April 1986 in Radebeul) ist ein deutscher Politiker (Bündnis 90/Die Grünen).

## Leben
Helbig wuchs im Schönfelder Hochland auf und legte in Dresden das Abitur ab. Er absolvierte von 2008 bis 2020 ein Lehramtsstudium der Fächer Griechisch und Englisch in Berlin. Seit 2020 lebt er in Dresden-Johannstadt und ist als Lehrer an einer Dresdner Grundschule tätig.
Helbig ist seit 2014 Mitglied der Grünen. Am 17. Mai 2025 wurde er gemeinsam mit Coretta Storz zum Landesvorsitzenden von Bündnis 90/Die Grünen Sachsen gewählt. Er ist außerdem seit 2024 Mitglied im Stadtbezirksbeirat des Dresdner Stadtbezirks Altstadt.